# ویژن اواس
ویژن اواس (انگلیسی: VisionOS) یک سیستم‌عامل واقعیت آمیخته است که مشتق شده از چارچوب‌های اصلی iPadOS (شامل UIKit، SwiftUI، ARKit و RealityKit) است که توسطاپل منحصراً برای ویژن پرو توسعه یافته است. این سیستم‌عامل در ۵ ژوئن ۲۰۲۳ در رویداد WWDC23 اپل در کنار ویژن پرو رونمایی شد.

## پیشینه
این سیستم‌عامل ابتدا برنامه‌ریزی شده بود تا به عنوان xrOS منتشر شود، پیش از اینکه نام آن چند روز قبل از انتشار تغییر کند، پس از فیلم‌برداری جلسات اصلی WWDC23 در ۸ ژانویه ۲۰۲۴، اپل اعلام کرد که ویژن پرو با ویژن اواس در ۲ فوریه ۲۰۲۴ در ایالات متحده در دسترس خواهد بود و پیش‌سفارش از ۱۹ ژانویه آغاز می‌شود

## امکانات
visionOS از یک رابط کاربری سه‌بعدی استفاده می‌کند که از طریق ردیابی انگشت، ردیابی چشم و تشخیص گفتار کنترل می‌شود. به عنوان مثال، کاربر می‌تواند با نگاه کردن به یک عنصر و نزدیک کردن دو انگشت به هم، عنصر را با حرکت دادن انگشتان فشرده خود حرکت دهد و با تکان دادن مچ دست اسکرول کند. برنامه‌ها در پنجره‌های شناور نمایش داده می‌شوند که می‌توانند در فضای سه بعدی مرتب شوند. visionOS از صفحه کلید مجازی برای ورودی متن، دستیار مجازی Siri و لوازم جانبی بلوتوث خارجی از جمله Magic Keyboard ،Magic Trackpad و گیم پدها پشتیبانی می‌کند.
در طول راه‌اندازی ویژن اواس، کاربر می‌تواند با اسکن چهره خود در مقابل هدست با آن، یک شخصیت دیجیتالی ایجاد کند. کاربران می‌توانند از این پرسونا در طول تماس‌ها استفاده کنند و در صورت استفاده از همین هدست، پرسونای سایر افراد را ببینند. از visionOS ۱.۱، امکان مشاهده شخصیت‌ها به صورت سه بعدی در حال حرکت و تعامل با برنامه‌ها اضافه شد که «فرد فضایی» نامیده می‌شود.

## تاریخچه نسخه

### نسخهٔ ۱
ویژن اواس ۱، اولین نسخه اصلی است که در ۵ ژوئن ۲۰۲۳ در WWDC 2023 رونمایی شد و در ۲ فوریه ۲۰۲۴ همراه با اپل ویژن پرو عرضه شد.

### نسخهٔ ۲
ویژن اواس ۲، دومین نسخه اصلی ویژن پرو است که در WWDC 2024 در ۱۰ ژوئن ۲۰۲۴ رونمایی شد.
| نسخه        | تاریخ انتشار اولیه        |
| ----------- | ------------------------- |
| ویژن اواس ۱ | ۲ فوریه ۲۰۲۴              |
| ویژن اواس ۲ | ربع سوم تا ربع چهارم ۲۰۲۴ |